# ایدا تورای
ایدا تورای (مجاری: Ida Turay؛ ‏ ۲۸ سپتامبر ۱۹۰۷ – ۲ ژوئن ۱۹۹۷) بازیگر اهل مجارستان بود.
از فیلم‌ها یا برنامه‌های تلویزیونی که وی در آن نقش داشته‌است می‌توان به دروغ‌گو و قصه‌های بوداپست اشاره کرد.